# Нильсен, Кент
Кент Нильсен (дат. Kent Nielsen; род. 28 декабря 1961, Фредериксберг) — датский футболист, центральный защитник, известный по выступлениям за «Брондбю», «Астон Виллу» и сборную Дании. Участник чемпионата мира 1986 и чемпионата Европы 1992 годов. Сын бывшего датского футболиста Эрика Нильсена.

## Клубная карьера
Нильсен начал свою карьеру в бывшем клубе своего отца «Брёнсхёй». В команде он провёл шесть сезонов, сыграв около 300 матчей. В 1987 году перешёл в «Брондбю». С новым клубом он дважды выиграл датскую Суперлигу и завоевал Кубок Дании. После чемпионата мира 1986 года Нильсен перешёл в английскую «Астон Виллу». Сумма трансфера составила £ 500 тыс. Он сразу же стал основным футболистом команды, но с приходом нового тренера в 1991 году Нильсен потерял место в основе и вернулся на родину. Новым клубом Кента стал «Орхус», с которым он во второй раз в карьере выиграл Кубок Дании. В 1994 году Нильсен завершил карьеру и вскоре стал тренером.

## Международная карьера
5 октября 1983 года Нильсен дебютировал за сборную Дании в матче против Польши. В 1986 году он был включен в заявку на участие в чемпионате мира 1986 года. На турнир Кент поехал как футболист резерва и на поле так и не вышел. В 1992 году Нильсен в составе национальной команды принял участие в чемпионате Европы и стал победителем турнира. На турнире он сыграл в четырёх матчах — против сборных Англии, Швеции, Франции и Германии. Сразу после первенства Европы завершил карьеру в сборной.

## Статистика

### Матчи Нильсена за сборную Дании
| Матчи Нильсена за сборную Дании | Матчи Нильсена за сборную Дании | Матчи Нильсена за сборную Дании | Матчи Нильсена за сборную Дании | Матчи Нильсена за сборную Дании | Матчи Нильсена за сборную Дании |
| ------------------------------- | ------------------------------- | ------------------------------- | ------------------------------- | ------------------------------- | ------------------------------- |
| №                               | Дата                            | Соперник                        | Счёт                            | Голы Нильсена                   | Соревнование                    |
| 1                               | 5 октября 1983                  | Польша                          | 0:1                             | —                               | Олимпийские игры 1984 (отбор)   |
| 2                               | 27 января 1985                  | Гондурас                        | 0:1                             | —                               | Товарищеский матч               |
| 3                               | 26 марта 1986                   | Северная Ирландия               | 1:1                             | —                               | Товарищеский матч               |
| 4                               | 9 апреля 1986                   | Болгария                        | 0:3                             | —                               | Товарищеский матч               |
| 5                               | 10 сентября 1986                | ГДР                             | 1:0                             | —                               | Товарищеский матч               |
| 6                               | 24 сентября 1986                | ФРГ                             | 0:2                             | —                               | Товарищеский матч               |
| 7                               | 20 мая 1987                     | Греция                          | 5:0                             | —                               | Олимпийские игры 1988 (отбор)   |
| 8                               | 10 июня 1987                    | Румыния                         | 8:0                             | —                               | Олимпийские игры 1988 (отбор)   |
| 9                               | 26 августа 1987                 | Швеция                          | 0:1                             | —                               | Товарищеский матч               |
| 10                              | 3 сентября 1987                 | Румыния                         | 2:1                             | 1                               | Олимпийские игры 1988 (отбор)   |
| 11                              | 9 сентября 1987                 | Уэльс                           | 0:1                             | —                               | Чемпионат Европы 1988 (отбор)   |
| 12                              | 28 октября 1987                 | Польша                          | 2:0                             | —                               | Олимпийские игры 1988 (отбор)   |
| 13                              | 18 ноября 1987                  | ФРГ                             | 0:1                             | —                               | Олимпийские игры 1988 (отбор)   |
| 14                              | 30 марта 1988                   | ФРГ                             | 1:1                             | —                               | Олимпийские игры 1988 (отбор)   |
| 15                              | 20 апреля 1988                  | Греция                          | 4:0                             | —                               | Олимпийские игры 1988 (отбор)   |
| 16                              | 31 августа 1988                 | Швеция                          | 2:1                             | —                               | Товарищеский матч               |
| 17                              | 14 сентября 1988                | Англия                          | 0:1                             | —                               | Товарищеский матч               |
| 18                              | 28 сентября 1988                | Исландия                        | 1:0                             | —                               | Товарищеский матч               |
| 19                              | 19 октября 1988                 | Греция                          | 1:1                             | —                               | Чемпионат мира 1990 (отбор)     |
| 20                              | 2 ноября 1988                   | Болгария                        | 1:1                             | —                               | Чемпионат мира 1990 (отбор)     |
| 21                              | 8 февраля 1989                  | Мальта                          | 2:0                             | —                               | Товарищеский матч               |
| 22                              | 10 февраля 1989                 | Финляндия                       | 0:0                             | —                               | Товарищеский матч               |
| 23                              | 12 февраля 1989                 | Алжир                           | 0:0                             | —                               | Товарищеский матч               |
| 24                              | 22 февраля 1989                 | Италия                          | 0:1                             | —                               | Товарищеский матч               |
| 25                              | 12 апреля 1989                  | Канада                          | 2:0                             | —                               | Товарищеский матч               |
| 26                              | 26 апреля 1989                  | Болгария                        | 2:0                             | —                               | Чемпионат мира 1990 (отбор)     |
| 27                              | 17 мая 1989                     | Греция                          | 7:1                             | 1                               | Чемпионат мира 1990 (отбор)     |
| 28                              | 7 июня 1989                     | Англия                          | 1:1                             | —                               | Товарищеский матч               |
| 29                              | 14 июня 1989                    | Швеция                          | 6:0                             | —                               | Товарищеский матч               |
| 30                              | 6 сентября 1989                 | Нидерланды                      | 2:2                             | —                               | Товарищеский матч               |
| 31                              | 11 октября 1989                 | Румыния                         | 3:0                             | 1                               | Чемпионат мира 1990 (отбор)     |
| 32                              | 15 ноября 1989                  | Румыния                         | 1:3                             | —                               | Чемпионат мира 1990 (отбор)     |
| 33                              | 15 мая 1990                     | Англия                          | 0:1                             | —                               | Товарищеский матч               |
| 34                              | 30 мая 1990                     | ФРГ                             | 0:1                             | —                               | Товарищеский матч               |
| 35                              | 6 июня 1990                     | Норвегия                        | 2:1                             | —                               | Товарищеский матч               |
| 36                              | 11 сентября 1990                | Уэльс                           | 1:0                             | —                               | Товарищеский матч               |
| 37                              | 10 октября 1990                 | Фарерские острова               | 4:1                             | —                               | Чемпионат Европы 1992 (отбор)   |
| 38                              | 17 октября 1990                 | Северная Ирландия               | 1:1                             | —                               | Чемпионат Европы 1992 (отбор)   |
| 39                              | 14 ноября 1990                  | Югославия                       | 0:2                             | —                               | Чемпионат Европы 1992 (отбор)   |
| 40                              | 1 мая 1991                      | Югославия                       | 2:1                             | —                               | Чемпионат Европы 1992 (отбор)   |
| 41                              | 5 июня 1991                     | Австрия                         | 2:1                             | —                               | Чемпионат Европы 1992 (отбор)   |
| 42                              | 12 июня 1991                    | Италия                          | 0:2                             | —                               | Товарищеский матч               |
| 43                              | 15 июня 1991                    | Швеция                          | 0:4                             | —                               | Товарищеский матч               |
| 44                              | 4 сентября 1991                 | Исландия                        | 0:0                             | —                               | Товарищеский матч               |
| 45                              | 25 сентября 1991                | Фарерские острова               | 4:0                             | —                               | Чемпионат Европы 1992 (отбор)   |
| 46                              | 9 октября 1991                  | Австрия                         | 3:0                             | —                               | Чемпионат Европы 1992 (отбор)   |
| 47                              | 13 ноября 1991                  | Северная Ирландия               | 2:1                             | —                               | Чемпионат Европы 1992 (отбор)   |
| 48                              | 8 апреля 1992                   | Турция                          | 1:2                             | —                               | Товарищеский матч               |
| 49                              | 29 апреля 1992                  | Норвегия                        | 1:0                             | —                               | Товарищеский матч               |
| 50                              | 3 июня 1992                     | СНГ                             | 1:1                             | —                               | Товарищеский матч               |
| 51                              | 11 июня 1992                    | Англия                          | 0:0                             | —                               | Чемпионат Европы 1992           |
| 52                              | 14 июня 1992                    | Швеция                          | 0:1                             | —                               | Чемпионат Европы 1992           |
| 53                              | 17 июня 1992                    | Франция                         | 2:1                             | —                               | Чемпионат Европы 1992           |
| 54                              | 26 июня 1992                    | Германия                        | 2:0                             | —                               | Чемпионат Европы 1992           |

Итого: 54 матча / 3 гола; 25 побед, 12 ничьих, 17 поражений.

## Достижения
Командные
«Брондбю»
- Чемпионат Дании — 1987, 1988
- Обладатель Кубка Дании — 1988/89

«Орхус»
- Обладатель Кубка Дании — 1991/92

Международные
Дания
- Чемпионат Европы — 1992

Тренерские
«Ольборг»
- Чемпионат Дании — 2013/14